# 深夜食堂
《深夜食堂》是安倍夜郎創作的日本漫畫作品。2006年10月在小學館發行的漫畫雜誌《Big Comic Original增刊》初次發表，一次刊登三話，接下來每一期登出兩話。2007年8月開始在《Big Comic Original》連載。
2009年10月拍成電視劇，由小林薰主演，2011年10月電視劇的續集播映。2013年3月由臺灣財團法人公共電視文化事業基金會獨家取得電視劇播出和發行中文DVD-Video版權。
2010年贏得第55屆（平成21年度）小學館漫畫賞「一般讀者類別」獎項，同年又獲得第39屆日本漫畫家協會獎大獎。
2014年10月，第三季電視劇於日本TBS電視台與每日放送播映。第四季於2016年透過網站Netflix，向全球超過190國家發布。第五季《深夜食堂——東京故事2》共10集，於2019年10月在Netflix首播。
電影版於2015年1月31日，其續集於2016年11月5日公映。
2015年6月，韓國SBS改編成同名電視劇播映。2017年，由北京華錄百納影視有限公司主導改編的華語版同名電視劇播出。中國電影版由梁家輝自导自演，於2019年8月上映。

## 概要
在新宿街頭的其中一條後巷，由老闆獨自經營的小食堂，營業時間由深夜0時到早上的7時左右，在門簾上僅僅寫著，被常客稱呼為「深夜食堂」。雖然菜單只有：
- 豚汁套餐－600日元
- 啤酒（大）－600日元
- 日本酒（兩合[註 2]）－500日元
- 燒酒（一杯）－400日元
- 高球酒（一杯）－400日元[註 3]
- 每位客人限点三杯酒[註 4]

但老闆表示，只要自己可以製作的食物都可以叫。故事就以只在深夜營業的這間食堂為舞台，描述主人與客人間的交流。

## 登場人物
- 順序為演員／香港配音，未標註者為電視劇未出現。

### 主要角色
「老闆」（小林薰／李錦綸、潘文柏（代配））
的老闆，本名、出身、經歷全部不明，左眼有像刀傷的疤痕。約20年前接下「食堂」（めしや）的店面成為第二代老闆。
小壽壽（綾田俊樹／葉振聲）
「食堂」的常客，公開出櫃已有48年，在新宿二丁目經營同性戀酒吧。最喜歡的食物是甜玉子燒。本名小村徹五郎，年輕時期曾於銀座「夏日」工作，單戀著當時的侍者阿幸，自從阿幸被擔任議員的父親強帶回鄉後，便未曾見過對方，直至和昔日同事華目子會面，才得悉阿幸逝世的消息，經由記者永井的報導，認識阿幸的孫子幸治。交友廣闊，有位擔任聲優的舊友響子（藝名為「響瑛」），她是當年鼓勵響子踏進聲優界的關鍵人物。
年輕時曾因缺乏旅費而與另名女子有過關係，在本人完全不知情的情況下有一子，其子已婚，但似乎也發覺自己也有那方面的傾向。
劍崎龍（松重豐／陳卓智）
「食堂」的常客，本名西園寺龍一，日本警察廳廣域指定暴力團今城會鬼島組幹部，極道人士。高中時是棒球選手（可輕易揮棒擊中時速130公里的棒球），與小壽壽關係良好，最喜歡的食物是章魚香腸。老闆習慣稱呼他「阿龍」。
過去在就讀中里高中時期和現任職棒球星加藤是棒球校隊隊友，和加藤之妻久美曾有段情愫，但後來竜於某日和久美約會時遭遇一群不良少年，為了保護久美而和不良少年發生肢體衝突，遭校方退學處分，連帶失去進入甲子園的資格。
雖然外表可怕但其實相當保守。因為聽到西瓜的恐怖故事而飽受驚嚇，從此不敢再碰西瓜。與未曾見面的親生父親約在深夜食堂裡見面，得知親生母親的生前的事情及自己的本名之後打算起身離開，此時親生父親所點的烤香菇也同時上桌，並詢問龍要不要吃點再離開，龍隨即開口說我討厭香菇，之後轉身離開深夜食堂。鼻子跟親生父親很像
十分保護老闆與店裡他認識的常客。
北賢（山中崇／）
鬼島組組員，阿龍的舍弟，喜歡吃金平牛蒡，不擅喝酒，店老闆稱呼他「阿賢」。加入黑道前本為商工的籃球社員，仰慕時任英文老師市川民子，但在和別人發生肢體衝突後便遭校方退學。畢業十年之後偶然與留駐美國長達10年的市川再度相會，藉著酒醉之時向恩師表達仰慕之意，未料市川返回美國三個月後便因為中風病逝，阿賢則在獲知恩師逝世的消息後悲痛不已。
仁
「食堂」的常客，喜歡吃隔夜咖哩的61歲離婚男士，在食堂認識繪里香，此後便經常和繪里香幽會並成為男女朋友。
繪里香
「食堂」的常客，個性單純嬌慣，從事情色業的21歲女性，因為在深夜食堂吃完了當天所有的隔夜咖哩，邂逅當時準備來店裡消費的仁，之後和仁發展出老少配的戀情。
松嶋瑪麗蓮（安藤玉惠／劉惠雲）
「食堂」的常客，「新宿新藝術」的招牌脫衣舞孃。
有著豐滿的巨乳，和母親同樣有輕易愛上男人和容易厭倦的性格、會全力仿效愛上的男人。本名麻里子，童年時期母親和外遇對象遠走高飛，加上父親再婚後，因為和繼母相處不睦而屢次離家出走。
在工作場合與初戀男友再度相會而舊情復燃結婚，卻在婚後認為其過分依賴母親而以離婚收場，現時和小幹穩定交往中。偶然結識了50年前知名的脫衣舞孃八千代並成為知己。
與高中時十分關照她的老師重逢，卻沒想到對方已因老人痴呆症而只能記得少數事，後來經常帶著梅干去拜訪老師。
因為交過許多男友，所以會多國語言，目前已知會英文、韓文、義大利文。
小幹（高桥周平）
「食堂」的常客，瑪麗蓮的男友，因為會細心地替瑪麗蓮剔淨魚肉和骨頭，還會替瑪麗蓮按摩而博得後者的心。初始時因為不希望瑪麗蓮從事脫衣舞而一度上台嚎啕大哭，在店裡引起騷動，但在得知瑪麗蓮堅持擔任脫衣舞孃的意願後轉而支持對方，瑪麗蓮目前交往最久的男性。
阿忠（不破萬作／林保全、林國雄（代配）→林國雄）
「食堂」的常客，也是「新宿新藝術」的常客。因在深夜食堂所在地區持續住了50年以上，而對附近發生的事一清二楚。
美紀（須藤理彩／雷碧娜→黃玉娟）
「食堂」的常客，「茶泡飯三姊妹」的其中一人，配戴眼鏡，30多歲的OL。總是在同一時間光顧。吃茶泡飯會加上梅干。
留美（小林麻子／許盈→謝潔貞）
「食堂」的常客，「茶泡飯三姊妹」的其中一人，30多歲的OL。總是在同一時間光顧。吃茶泡飯會加上鱈魚子。
香奈（吉本菜穗子／林元春→朱妙蘭）
「食堂」的常客，「茶泡飯三姊妹」的其中一人，30多歲的OL。總是在同一時間光顧。吃茶泡飯會加上鮭魚。

### 「食堂」的客人們
阿島
原船員，經常穿著橫條紋的襯衫。母親已於六年前逝世。偶然結識同名且常至店裡借廁所的「阿島」並與之成為朋友，「阿島」因病去世後，其遺孀還特地抵達深夜食堂對阿島生前照應其先生表達感謝之意。喜歡的食物是馬鈴薯燉肉和鰮仔魚，不喜歡甜食和胡蘿蔔。
關野真由美
吃量大、相當胖的女性插畫家。不時因為迷戀心儀的男性和某些因素挑戰減肥，但每次都失敗，而且會反彈得比原來更胖，被老闆冠以「復胖女王」的稱號。自稱17歲時身材相當苗條，因而有著「奧莉薇」的綽號。高中時期為美術社社員，暗戀時任籃球社員江木，但在偶然和已有女友的江木重逢後便幻想破滅。飼養一條寵物巴戈狗，喜歡的歌曲為山口百惠的「夏日體驗」，有位長相和食量相仿的已婚姊姊清美（育有一女）。和少女漫畫家月森螢為學姐妹的關係。在深夜食堂裡有個鬼龍組會長贈送的精緻小碗當專用碗。
阿順（玄覺悠子／陳琴雲）
外表相當美的變性人，在同性戀酒吧「紫之上」工作。還是男兒身時本名準之助，高中時是田徑隊成員，和時任田徑隊經理濱田綠有過段感情，和綠分手後，綠與阿順仰慕的田徑隊員達也成為情侶並結為夫妻，阿順則於高中畢業後參加自衛隊一年便自行離職，動了變性手術成為女人。後來和容貌神似達也的吉田成為情侶並持續交往。
喜歡的食物是沒有納豆醬汁的納豆套餐。意外在「食堂」與田徑隊學弟大井優再度相會，並間接影響後者發覺真正的自己，成為變裝公關
吉田（岩瀬亮／伍博民）
對阿順一見鍾情的男性客人，容貌和阿順高中時期田徑隊友達也相仿。此後持續交往中，因為兩人每晚都「發生關係」而有一些消瘦。多數是和阿順一同登場。喜歡的歌曲為井上陽水的「少年時代」。
大井優
阿順的高中田徑隊學弟，喜歡吃脆脆冰棒的男性客人，在漫畫原著「脆脆冰棒」篇受到阿順的影響，決定擔任變裝俱樂部的公關，藝名為「脆脆江」。
宮本
喜歡吃烤海苔配飯的男性常客，非常疼愛女兒且喜歡當著諸位客人面前誇耀後者，經過女兒叛逆離家和男友同居而懷孕的事件後深受打擊令髮量驟減，仍偷偷地將拜託老闆做的海苔飯糰送至女兒的住處，得悉愛孫出生後恢復喜悅的心情，轉而開始向客人炫耀其孫兒。
鶴田
宮本的死黨，特徵是幾近光頭，只有額頭處殘留小撮頭髮的頭部，相當介意別人取笑他的髮量。
安西（劍持直明／張錦江）
諏訪的同事，為女星風見倫子的忠實粉絲，自稱風見倫子粉絲團編號第44號成員。
諏訪（川島潤哉／張裕東）
安西的同事，為女星風見倫子的忠實粉絲，自稱風見倫子粉絲團編號第45號成員。
永井
配戴眼鏡，蓄著旁分的瀏海的男性體育記者。知道許多體育界和演藝界的名人知識。在採訪小壽壽的故事後，將其寫成專欄報導並刊登在報章上。
喬二
蓄著飛機頭，熱愛音樂，喜愛穿花襯衫的男性常客。帶著身為舞者兼瑪麗蓮前男友的風間米契爾來到店裡，意外地引發瑪麗蓮、八千代、米契爾的衝突。
星洋一（森下能幸）
上唇殘餘些微鬍渣的男性已婚常客，小田原出身，為糖尿病患者，和妻子育有女兒。只要喝醉酒便能和任何人成為好友，不時帶著來自國外的客人至店裡光顧，和母親同樣有著捨不得拋棄珍藏的成人作品的習慣。有時會試圖向別人炫耀自己的知識，但經常都會被別人指出自己的錯誤。
引薦來自義大利的青年菲利歐來到深夜食堂光顧，間接促成菲利歐和三逍庭圓晝邂逅的契機。在母親過身後仍念念不忘其製作的梅干。
在電視劇版中，其設定被改為老闆常光顧的蔬菜店老闆，單身。
三逍庭圓晝
單口相聲家，被老闆尊稱為大師，是個致力遵守日本傳統的男士。因為本身篤信佛教，所以不會慶祝聖誕節。
因為看上菲利歐的才能，親自收其為徒，之後菲利歐亦於返鄉後成為有名的相聲藝人。在故友之子「樂亭香菇」身陷桃色風波時點醒對方，使樂亭專心提升自己的相聲能力並繼承父親的稱號，名謂「樂亭松茸」。
硬漢大木（風間徹／陳永信）
全盛時期一年拍四百部AV，傳說中的AV男優。現在以指導晚輩的工作為主，比較少親自拍AV。喜歡吃馬鈴薯沙拉。過去因為踏進AV界不被家人認同而被趕出家門，連妹妹的婚禮都未能參加，從此和家裡斷了音訊，後來抽空返鄉探望家人的時候，母親已經罹患阿茲海默症，需仰賴他人的照顧。相當重視親人間的情感互動，故討厭他人為了工作而忽略家庭的行為。
田中（田中聰元／蕭徽勇）
跪在地上要求硬漢大木收其為徒弟的青年。後來真的做了AV男優，同時頭髮的顏色都換了。喜歡吃烤鰻魚醬汁加飯。
阿北（陳廷軒）
臉型寬廣的男性常客，於「食堂」結識千秋並與之訂下婚約，但在得悉千秋其實是數年前對崛江施騙的詐欺慣犯後，便以分手收場。時常對來到店裡消費的漂亮女性顧客產生興趣。
崛江（蔡德鈞）
微卷短髮，淺眉毛，戴眼鏡的男性常客。以前在學生時期和名為「秋子」的女性交往，亦因為「秋子」為他準備馬鈴薯燉肉的緣故喜歡這道菜，但後來「秋子」私自領走他的存款便不辭而別，從此厭惡馬鈴薯燉肉這道菜餚
之後「秋子」再度重逢時，「秋子」以同樣手法勾搭上阿北，便揭露「秋子」其實是詐欺慣犯。
河本皓之
留著中分短髮的年輕上班族，崛江的同事。母親馨曾是竹之子族「呪帝夢」的成員。
西山
上班族，南的下屬，東田和北村的同事，喜歡集郵和肉感的女性，經常和南與北村、東田打麻將，但總是淪為輸錢的那方。後為了嘗到贏家才能嚐到的布丁，不惜出售珍藏的高價紀念郵票，最終南與北村因為健康問題不能食用甜點，終於如願吃到贏家的布丁。
東田
上班族，為南的下屬，西山和北村的同事，經常和南與北村、西山打麻將，但他與西山總是淪為輸錢的那方，卻也因此和西山成為交情很好的朋友。
森先生
喜歡吃魚肉香腸的大學教授，有多次離婚和失戀記錄。
森伸子
森教授的女兒，曾有過兩次婚姻的年輕女性，其母親是森教授的第一任和第三任的妻子，喜歡的食物是冰塊加燒酒和滷肉。
小瞳（酒井若菜／羅杏芝）
容易手腳冰冷，相當畏寒的女性，喜歡吃鍋燒烏龍麵。總是渴望著能為她帶來溫暖的男性，亦很容易對男性動感情，和她交往的學生無論有無考取理想學校，都會親自掏錢買東西慰勞他們，甚至是與之發生關係，但最後往往都是以分手告終。後因為得知自己無法生育而深受打擊，經由明美的牽線和昔日交往過的男性考生們再度相會，渡過難忘的生日派對。
意外勾搭上初戀男友的兒子，最終仍舊以分手收場，之後便不願再碰肉醬麵。電視劇版原創了與橋本交往的劇情，後來發現橋本是在20年前誤殺妻子情夫的逃犯，最後橋本落網，沒有交待兩人下場。
明美（梶原阿貴／鄭麗麗）
小瞳的閨密，經常陪小瞳來「食堂」，對於小瞳經常倒貼男性還被對方甩掉的情況感到頗有微詞。
戶山正夫（岩松了（青年期：永本佳以）／葉振聲）
喜歡高談闊論餐廳飲食，有時還會帶著料理名人來到店裡光顧的男性常客，因為妻子是海外歸國，所以家裡僅能嚐到麵包，而非白飯，和經常來到店裡演唱那卡西的五郎先生為師生關係。愛吃的食物為淋有醬油的黄油飯。以前曾和姊姊律子和在五郎先生的名下學習音樂，律子因為鍾情於五郎，毅然離開父母安排的婚姻對象，只為在昔日學習音樂的函館和五郎相會，未料律子抵達函館的時候，五郎早已搬離原住所，經歷許多事件後轉而在松風町經營卡拉OK小吃店，為了守候五郎而始終未再婚。後來正夫在「食堂」認出昔日的恩師，並且在獲知五郎因為遭工廠機械夾到左手指而無法彈奏吉他後，邀請五郎先生至律子經營的卡拉OK小吃店幫忙。
與妻子間的關係是嘴上嘮叼，但在妻子重病時卻心神交瘁，感激過去的知名歌手鹿島美沙緒所唱的歌曲激勵妻子的求生意志，鹿島美沙緒對其與妻子之間的感情十分感動，讓她再次高歌，並吸引不少聽眾。
笹原正男
粗眉禿頭的圓臉男性醫師，在擔任診所醫生前曾為竹之子族「俠氣亂舞」的成員，由於經常身體不適，加上醫術不佳，所以被其他常客取笑為庸醫。
加代子
橡木夜總會的媽媽桑，經常身穿和服的圓臉女士。因為運氣很好，所以常被調侃，跟老闆之間的關係也很要好。
十郎
蓄著飛機頭的男性，為「鰻屋十兵衛」老闆的兒子。20多年前母親去世時，和父親吵架而離家出走，於沖繩經營小酒館維生後來在光顧深夜食堂的時候，意外嚐到淋有父親生前製造的烤鰻醬汁的白飯，憶及父親而當場痛哭流淚，回到沖繩後遂將父親用來裝烤鰻醬汁的陶罐放在酒館櫃台當成花瓶，作為紀念亡父的方式。
若宮
粗眉平頭，熱中御宅文化的刑警。為聲優響瑛和演員本宮誠大的粉絲，但在見過響瑛的真面目後便幻想破滅生。
不過他仍運用響瑛所配的動漫角色，勸他親自拘捕的宅男朋友(因發佈蘿莉塔風的兒童色情短片)改過自新。後邂逅到店裡光顧的美甲師文香並對其一見鍾情。
文香
很怕食物燙口的女性美甲師，有位熱衷動漫和模型的弟弟，之後和若宮對彼此產生好感。
月森螢
關野真由美的學妹，現時為當紅的少女漫畫家，有著圓潤的臉型和身材，喜歡隨處可嚐的簡樸料理，討厭刻意炫耀財富的人士。
在光顧深夜食堂的時候，偶遇當時被戶山推薦來到店裡用餐的一條；後者更經由老闆的介紹，閱讀螢的作品而深受感動，進而刻意在深夜食堂和螢點相同的餐點，甚至藉著螢生日的當天向其贈禮，促成兩人間的姻緣，最後一條和螢在眾人的祝福下正式結為夫妻。
一條
被戶山正夫推薦來到深夜食堂，家境相當富有的男性常客。初登場時因為形容「めしや」的菜餚為平民食物，令當時在店裡用餐的真由美和月森螢甚感不悅，但後來偶然閱讀螢的作品後，便成為螢的忠實讀者。為了接近螢，刻意在深夜食堂和後者相同的餐點，並於螢的生日當天贈送禮物給對方，最後在眾人的祝福下步入禮堂。
八郎
戴眼鏡的寬臉單身男性。會在私底下和週遭男性比較生活境遇的優劣。
千島美雪（田畑智子／成瑤孆）
喜歡吃貓飯（淋有醬油和柴魚的白飯），感到滿足的時候會露出貓的笑聲的女性演歌手。因為長期星路不順，無法走紅，故時常在KTV獨自唱歌至天明。
老闆聽見其際遇後，邀請她將自己的CD放在店裡兜售，美雪亦因為老闆應邀於店裡演唱，令當時光顧店裡的作詞家月森哲夫靈感湧現，作出「迷途的貓」的歌詞並贈與她，憑藉著這首歌首度嚐到走紅的滋味，卻在走至生涯最高峰之際因病骤逝。美雪身故後，一隻黑白雙色的貓來到店裡，吃完老闆準備的貓飯，對其露出滿足的表情，老闆也為此露出會心的微笑。
足立沙耶（平田薫／魏惠娥）
喜歡吃炸雞塊且常在候餐時睡著的女性，十七歲便被時任男友拐離家鄉。自幼母親工作忙碌，兄長便兄代父職照顧她，但沙耶因不滿兄長過度嚴格的管教，於高中畢業後跟隨時任男友離家出走在外工作，還得不時應付時任男友伸手討錢的行徑。
後遭時任男友毆傷之際，兄長出面為其出氣解危，倆人至此和解，沙耶因此契機返鄉轉職。后终于与男友分手，离开东京回到千葉県老家，从此不再在就餐时睡着。在電影版有位曾於震災擔任救災志工的友人明美。
風見倫子（YOU(演員)（幼少期：上田祝華）／梁少霞）
本名森中倫子，1966年9月3日於高知出生，年輕時以當紅偶像身分出道，現為歌手和演員的女明星，喜歡藍色，愛吃調味醬炒麵加荷包蛋及四萬十川的青海苔。每次踏進深夜食堂的時候，總會伴隨著冷風走進店裡。
幼時積欠賭債的父親離家出走後，一度成為不良少女，憑藉著自己的努力踏進演藝圈；其父親卻流落街頭，不敢和倫子碰面，某次在偶然的機會下撿到老闆遺失皮夾並歸還給老闆的時候，得知倫子時常到深夜食堂用餐時，建議老闆在調味醬炒麵裡添加四萬十川的青海苔，讓她間接明白父親還在世。
本宮誠大
若宮崇拜的特攝片演員，為了新作電影，時常在家裡練習甩雙節棍。因為看見李先生甩雙節棍制服惡徒的英姿而對其留下深刻的印象，決定和李先生拜師學藝以精進自己的武術技巧，從特攝英雄蛻變成動作英雄。

### 其他人物
片桐（小田切讓／馮錦堂）
電視劇版原創角色，經常穿戴紅色圍巾和淺褐色和服，在店裡會把玩著花生壳（第一季）、雞蛋殼（第二季）的男性，不時吐露出意境深遠的對話，以及對人生的感慨。被占卜師小雪算出其前前世曾作出傷害他人之事，現世則會為追尋自己的心而展開漂泊的旅程。
多年前因賭博案而被囚，被捕當時原本想和女友求婚，可惜未成，後來意外再逢時，女友已和餐館老闆結婚生女。於第二季結局留下了用雞蛋殼拼貼的蛋殼畫就告別老闆。
電視劇第四季與第五季皆有客串戲份。
「鰻屋十兵衛」老闆
本名不詳，老闆稱其為「十兵衛的老爹」，只在回憶中登場。生前便十分欣賞老闆，臨終前將自己製造的最後一罐烤鰻醬汁贈與老闆。
阿六
和老闆合作的豆腐店老闆，收容原先擔任牛郎的聽障人士阿涼為店員。
李先生
和老闆熟識，專做外賣，無店面，曾提及了若是開店可能會喝酒喝到忘記開店。
老闆非常喜歡其製作的煎餃，出乎意料地擅使雙節棍和近身武術。後為了協助若宮制服惡徒，使出雙截棍的武打功夫擊敗對方，令旁觀的誠大心生敬佩之意，之後李先生因為此事令其名聲不脛而走，還親自教授誠大武術技巧，連黑道人士見其都會自動退避三舍。老闆提及了店裡的肉包子也是李先生做的。
電視劇對其設定大幅改動，姓氏變更為「村田」，開了一家餃子店，並有兩次婚姻，現任妻子是第二任，與前任妻子育有一女。
菲里歐
經由星洋一的介紹光顧「食堂」，拜師學習相聲的義大利青年，喜歡吃店裡的拿坡里義大利麵。其母親和姊姊初始時不認同其想當相聲藝人的志願，甚至還將其強押回國，但在菲里歐開始走紅後亦認可他的夢想，也因為這緣故，使得深夜食堂有陣子經常有來自義大利的客人上門點拿坡里義大利麵。
返鄉後便與同鄉女子結婚，而且還帶著新婚妻子回來吃拿坡里義大利麵兼探望老闆。
「鬼島組」會長
本名不詳，偶爾會一個人到深夜食堂喝酒，很喜歡真由美在店裡大吃特吃的感覺。
某次真由美又為減肥苦惱要求老闆每次都做半份料理時，跟真由美搭上話，此時剛進店的阿龍跟阿賢認出身分，因此身分曝光，認為無法再輕鬆的進到深夜食堂而非常生氣，數日後，託阿龍跟阿賢帶了精緻小碗送給真由美當做禮物。
老闆後托阿龍轉告，會長想來就來，不必在意，故也成為常客。
風間讓吉
「食堂」的前任店主，過去曾瞞著妻子和某位女性發展出婚外情，然而該名情婦和讓吉分手後，便從此失去消息。
讓吉將店鋪轉讓給老闆，懇求後者於每年的三月三日（情婦的生日）製作櫻花鱈魚鬆飯，於店鋪轉手的半年後因病逝世。二十幾年後，情婦的女兒依循地址找到現由老闆經營的店鋪，並道出母親習慣在每年生日享用櫻花鱈魚鬆飯的實情，老闆才發現讓吉始終未曾遺忘該名情婦，從而理解當年委託其製作櫻花鱈魚鬆飯的用意。
西園寺
劍崎龍的親生父親，與龍相約在深夜食堂見面，告知龍關於他與情婦靜子（龍的生母）的一切。喜歡烤香菇。

## 出版書籍
| 冊數 | 小學館         | 小學館                 | 新經典文化     | 新經典文化              | 浦睿文化   | 浦睿文化               |
| 冊數 | 發售日期       | ISBN                   | 發售日期       | ISBN                    | 發售日期   | ISBN                   |
| ---- | -------------- | ---------------------- | -------------- | ----------------------- | ---------- | ---------------------- |
| 1    | 2007年12月26日 | ISBN 978-4-09-181707-5 | 2011年10月26日 | ISBN 978-9-86-870367-4  | 2013年1月  | ISBN 978-7-5404-5924-6 |
| 2    | 2008年7月30日  | ISBN 978-4-09-182160-7 | 2011年10月26日 | ISBN 978-9-86-870368-1  | 2013年1月  | ISBN 978-7-5404-5925-3 |
| 3    | 2009年1月30日  | ISBN 978-4-09-182447-9 | 2011年11月30日 | ISBN 978-9-86-876162-9  | 2013年1月  | ISBN 978-7-5404-5926-0 |
| 4    | 2009年8月28日  | ISBN 978-4-09-182686-2 | 2011年12月28日 | ISBN 978-9-86-876163-6  | 2013年1月  | ISBN 978-7-5404-5927-7 |
| 5    | 2009年11月30日 | ISBN 978-4-09-182800-2 | 2012年3月2日   | ISBN 978-9-86-876165-0  | 2013年6月  | ISBN 978-7-5404-6155-3 |
| 6    | 2010年9月30日  | ISBN 978-4-09-183470-6 | 2012年3月28日  | ISBN 978-9-86-876168-1  | 2013年6月  | ISBN 978-7-5404-6156-0 |
| 7    | 2011年2月26日  | ISBN 978-4-09-183750-9 | 2012年6月6日   | ISBN 978-9-86-882673-1  | 2013年6月  | ISBN 978-7-5404-6157-7 |
| 8    | 2011年10月28日 | ISBN 978-4-09-184211-4 | 2012年7月11日  | ISBN 978-9-86-882674-8  | 2013年6月  | ISBN 978-7-5404-6158-4 |
| 9    | 2012年4月27日  | ISBN 978-4-09-184429-3 | 2012年10月3日  | ISBN 978-9-86-882679-3  | 2014年7月  | ISBN 978-7-5404-6714-2 |
| 10   | 2012年11月30日 | ISBN 978-4-09-184825-3 | 2012年11月30日 | ISBN 978-9-86-888541-7  | 2014年7月  | ISBN 978-7-5404-6715-9 |
| 11   | 2013年7月30日  | ISBN 978-4-09-185468-1 | 2013年9月11日  | ISBN 978-9-86-582408-2  | 2014年7月  | ISBN 978-7-5404-6716-6 |
| 12   | 2014年2月28日  | ISBN 978-4-09-186085-9 | 2014年3月12日  | ISBN 978-9-86-582417-4  | 2015年11月 | ISBN 978-7-5404-6705-0 |
| 13   | 2014年9月30日  | ISBN 978-4-09-186506-9 | 2014年10月1日  | ISBN 978-9-86-582442-6  | 2015年11月 | ISBN 978-7-5404-7318-1 |
| 14   | 2015年4月30日  | ISBN 978-4-09-187082-7 | 2015年5月6日   | ISBN 978-9-86-582442-6  | 2017年9月  | ISBN 978-7-5404-8254-1 |
| 15   | 2015年9月30日  | ISBN 978-4-09-187296-8 | 2015年9月25日  | ISBN 978-9-86-582448-8  | 2020年4月  | ISBN 978-7-5404-9483-4 |
| 16   | 2016年5月30日  | ISBN 978-4-09-189577-6 | 2016年5月30日  | ISBN 978-9-86-582461-7  | 2020年5月  | ISBN 978-7-5404-9563-3 |
| 17   | 2016年9月30日  | ISBN 978-4-09-187847-2 | 2016年10月5日  | ISBN 978-9-86-582466-2  | 2020年5月  | ISBN 978-7-5404-9564-0 |
| 18   | 2017年5月30日  | ISBN 978-4-09-189577-6 | 2017年6月2日   | ISBN 978-9-86-582480-8  | 2022年9月  | ISBN 978-7-5726-0666-3 |
| 19   | 2017年11月30日 | ISBN 978-4-09-189747-3 | 2017年12月6日  | ISBN 978-9-86-582492-1  | 2022年9月  | ISBN 978-7-5726-0667-0 |
| 20   | 2018年6月29日  | ISBN 978-4-09-860018-2 | 2018年7月4日   | ISBN 978-9-86-964143-2  | 2022年9月  | ISBN 978-7-5726-0668-7 |
| 21   | 2019年2月28日  | ISBN 978-4-09-860237-7 | 2019年3月6日   | ISBN 978-9-86-974952-7  | 2022年9月  | ISBN 978-7-5726-0669-4 |
| 22   | 2019年9月30日  | ISBN 978-4-09-860434-0 | 2019年11月6日  | ISBN 978-9-86-980155-3  | 2022年9月  | ISBN 978-7-5726-0670-0 |
| 23   | 2021年2月26日  | ISBN 978-4-09-860666-5 | 2021年4月8日   | ISBN 978-9-86-99687-7-5 | 2022年9月  | ISBN 978-7-5726-0671-7 |
| 24   | 2021年12月28日 | ISBN 978-4-09-861219-2 | 2022年1月24日  | ISBN 978-626-7061-09-1  |            |                        |
| 25   | 2022年9月4日   | ISBN 978-4-09-861430-1 | 2022年10月24日 | ISBN 978-626-7061-42-8  |            |                        |
| 26   | 2023年3月5日   | ISBN 978-4-09-861634-3 | 2023年5月8日   | ISBN 978-626-7061-67-1  |            |                        |
| 27   | 2023年10月30日 | ISBN 978-4-09-862635-9 | 2023年12月11日 | ISBN 978-626-7061-98-5  |            |                        |
| 28   | 2024年4月30日  | ISBN 978-4-09-862814-8 | 2024年6月24日  | ISBN 978-626-7421-35-2  |            |                        |

### 小説
- 深夜食堂（作：大石直紀、小學館文庫；2014年12月5日、ISBN 978-4-09-406108-6）[42]
- 深夜食堂<続>（作：大石直紀、小學館文庫；2016年10月6日、ISBN 978-4-09-406330-1)

### 其他書籍
- 深夜食堂の勝手口（著：堀井憲一郎 協力：安倍夜郎、Big Comics Special、2009年10月30日、ISBN 978-4-09-182796-8）

## 電視劇

### 工作人員
第1季及第2季
- 原作：安倍夜郎《深夜食堂》
- 編劇：真邊克彥、向井康介、及川拓郎、和田清人、荒井晴彥
- 導演：松岡錠司、山下敦弘、及川拓郎、登坂琢磨、小林聖太郎
- 企劃：遠藤日登思、日高英雄
- 製作人：森谷雄、登坂琢磨、盛夏子、小佐野保、竹園元
- 音樂：NARASAKI、佐藤公彥
- 製作：《深夜食堂》製作委員會（Amuse、每日放送、famima.com 、RKB每日放送、電通Casting and Entertainment）

第3季
- 原作：安倍夜郎《深夜食堂》
- 編劇：真邊克彦、向井康介、荒井美早、小嶋健作
- 音樂：鈴木常吉、福原希己江、日南京佐
- 導演：松岡錠司、山下敦弘、熊切和嘉、野本史生
- 食物造型師：飯島奈美
- 企劃：遠藤日登思、芝野昌之
- 企劃協力：岡本順哉
- 原案協力：由田和人、廣岡伸隆
- 製作人：筒井龍平、小佐野保、石塚正悟、竹園元
- 製作統籌：高橋潤
- 企劃製作：Amuse、MBS
- 製作公司：Amuse映像製作部、Geek Sight
- 製作：《深夜食堂3》製作委員會（Amuse / 小学館 / 東映 / 木下工務店 / Geek Pictures / MBS / RKB）

### 主題曲
第1季
- 主題曲、片尾曲：MAGIC PARTY「Believe in Paradise」（Amuse）
- 片頭曲：鈴木常吉「思ひ出（回憶）」（收錄於專輯「稜鱗」）

- 插入曲：鈴木常吉「お茶碗（茶碗）」「疫病の神（疫病之神）」「石（石）」「父のワルツ（ (父親的華爾滋)）」（收錄於專輯「稜鱗」）

第2季
- 主題曲：LOVE LOVE LOVE(樂團)｢嘘のつき方｣（SPEEDSTAR RECORDS）
- 片頭曲： 鈴木常吉「思ひ出（回憶）」、福原希己江「炸雞塊」「酒蒸蛤蜊 」「不要哭 」 「鮮奶油燉菜」「羽田」(收錄於專輯「美味之歌」)
- 插曲：沢中健三「ムードテナー」
- 插曲：大久保治信「多明尼哥·史卡拉第的奏鳴曲 Kk. 208」

第3季
- 主題曲：高橋優「ヤキモチ」（日本華納音樂）

### 每集列表
| 回                        | 話數              | 電視台            | 放送日            | 副標題            | 副標題以外的料理 （豚汁定食除外）                                      | 劇本              | 導演              |
| 深夜食堂（第1季）         | 深夜食堂（第1季） | 深夜食堂（第1季） | 深夜食堂（第1季） | 深夜食堂（第1季） | 深夜食堂（第1季）                                                      | 深夜食堂（第1季） | 深夜食堂（第1季） |
| ------------------------- | ----------------- | ----------------- | ----------------- | ----------------- | ---------------------------------------------------------------------- | ----------------- | ----------------- |
| 1                         | 第一話            | MBS               | 10月9日           | 紅香腸和玉子燒    | 烤鱈魚子、薑汁燒肉、酥炸竹筴魚、花生                                   | 真邊克彥          | 松岡錠司          |
| 1                         | 第一話            | TBS               | 10月14日          | 紅香腸和玉子燒    | 烤鱈魚子、薑汁燒肉、酥炸竹筴魚、花生                                   | 真邊克彥          | 松岡錠司          |
| 2                         | 第二話            | MBS               | 10月16日          | 貓飯              | 茶泡飯、玉子燒、飯糰、花生                                             | 向井康介          | 松岡錠司          |
| 2                         | 第二話            | TBS               | 10月21日          | 貓飯              | 茶泡飯、玉子燒、飯糰、花生                                             | 向井康介          | 松岡錠司          |
| 3                         | 第三話            | MBS               | 10月23日          | 茶泡飯            | 納豆                                                                   | 及川拓郎          | 及川拓郎          |
| 3                         | 第三話            | TBS               | 10月28日          | 茶泡飯            | 納豆                                                                   | 及川拓郎          | 及川拓郎          |
| 4                         | 第四話            | MBS               | 10月30日          | 馬鈴薯沙拉        | 特製精力套餐                                                           | 及川拓郎          | 及川拓郎          |
| 4                         | 第四話            | TBS               | 11月4日           | 馬鈴薯沙拉        | 特製精力套餐                                                           | 及川拓郎          | 及川拓郎          |
| 5                         | 第五話            | MBS               | 11月6日           | 奶油飯            | 茶泡飯、薑汁燒肉、炸豆腐、豬肉味噌湯、蒸烤和牛加葡萄酒甜醬並點綴肉湯圓 | 和田清人          | 登坂琢磨          |
| 5                         | 第五話            | TBS               | 11月11日          | 奶油飯            | 茶泡飯、薑汁燒肉、炸豆腐、豬肉味噌湯、蒸烤和牛加葡萄酒甜醬並點綴肉湯圓 | 和田清人          | 登坂琢磨          |
| 6                         | 第六話            | MBS               | 11月13日          | 豬排丼            | 玉子燒、鳳尾魚、親子丼、花生                                           | 真邊克彥          | 松岡錠司          |
| 6                         | 第六話            | TBS               | 11月18日          | 豬排丼            | 玉子燒、鳳尾魚、親子丼、花生                                           | 真邊克彥          | 松岡錠司          |
| 7                         | 第七話            | MBS               | 11月20日          | 雞蛋三明治        | 火腿三明治、通心粉沙拉、茶泡飯、花生                                   | 真邊克彥          | 山下敦弘          |
| 7                         | 第七話            | TBS               | 11月25日          | 雞蛋三明治        | 火腿三明治、通心粉沙拉、茶泡飯、花生                                   | 真邊克彥          | 山下敦弘          |
| 8                         | 第八話            | MBS               | 11月27日          | 醬汁炒麵          | 玉子燒、茶泡飯、納豆                                                   | 及川拓郎          | 及川拓郎          |
| 8                         | 第八話            | TBS               | 12月2日           | 醬汁炒麵          | 玉子燒、茶泡飯、納豆                                                   | 及川拓郎          | 及川拓郎          |
| 9                         | 第九話            | MBS               | 12月4日           | 鹽烤竹筴魚        | 花生                                                                   | 向井康介          | 山下敦弘          |
| 9                         | 第九話            | TBS               | 12月9日           | 鹽烤竹筴魚        | 花生                                                                   | 向井康介          | 山下敦弘          |
| 10                        | 第十話            | MBS               | 12月11日          | 拉麵              | 玉子燒、薑汁燒肉、茶泡飯、柳橙汁、花生、烤螃蟹                         | 真邊克彥          | 松岡錠司          |
| 10                        | 第十話            | TBS               | 12月16日          | 拉麵              | 玉子燒、薑汁燒肉、茶泡飯、柳橙汁、花生、烤螃蟹                         | 真邊克彥          | 松岡錠司          |
| 深夜食堂（第2季）         |                   |                   |                   |                   |                                                                        |                   |                   |
| 1                         | 第十一話          | MBS               | 10月13日          | 再一次的紅香腸    |                                                                        | 真邊克彥          | 松岡錠司          |
| 1                         | 第十一話          | TBS               | 10月18日          | 再一次的紅香腸    |                                                                        | 真邊克彥          | 松岡錠司          |
| 2                         | 第十二話          | MBS               | 10月20日          | 炸雞與Highball    |                                                                        | 向井康介          | 山下敦弘          |
| 2                         | 第十二話          | TBS               | 10月25日          | 炸雞與Highball    |                                                                        | 向井康介          | 山下敦弘          |
| 3                         | 第十三話          | MBS               | 10月27日          | 酒蒸蛤蜊          | 咖哩飯                                                                 | 真邊克彥          | 小林聖太郎        |
| 3                         | 第十三話          | TBS               | 11月1日           | 酒蒸蛤蜊          | 咖哩飯                                                                 | 真邊克彥          | 小林聖太郎        |
| 4                         | 第十四話          | MBS               | 11月3日           | 魚凍              |                                                                        | 向井康介          | 野本史生          |
| 4                         | 第十四話          | TBS               | 11月8日           | 魚凍              |                                                                        | 向井康介          | 野本史生          |
| 5                         | 第十五話          | MBS               | 11月10日          | 罐頭              | 秋刀魚蒲燒丼、沙丁魚和風燒、鯖魚罐頭苦瓜雜炒、鳳梨咕嚕肉、鮪魚丼       | 荒井晴彥 荒井美早 | 松岡錠司          |
| 5                         | 第十五話          | TBS               | 11月15日          | 罐頭              | 秋刀魚蒲燒丼、沙丁魚和風燒、鯖魚罐頭苦瓜雜炒、鳳梨咕嚕肉、鮪魚丼       | 荒井晴彥 荒井美早 | 松岡錠司          |
| 6                         | 第十六話          | MBS               | 11月17日          | 奶油燉菜          |                                                                        | 荒井晴彥 荒井美早 | 山下敦弘          |
| 6                         | 第十六話          | TBS               | 11月22日          | 奶油燉菜          |                                                                        | 荒井晴彥 荒井美早 | 山下敦弘          |
| 7                         | 第十七話          | MBS               | 11月24日          | 醃白菜            |                                                                        | 向井康介          | 小林聖太郎        |
| 7                         | 第十七話          | TBS               | 11月29日          | 醃白菜            |                                                                        | 向井康介          | 小林聖太郎        |
| 8                         | 第十八話          | MBS               | 12月1日           | 中華涼麵          | 鍋燒烏龍麵                                                             | 向井康介          | 小林聖太郎        |
| 8                         | 第十八話          | TBS               | 12月6日           | 中華涼麵          | 鍋燒烏龍麵                                                             | 向井康介          | 小林聖太郎        |
| 9                         | 第十九話          | MBS               | 12月8日           | 馬鈴薯燉肉        | 蛋糕                                                                   | 真邊克彥          | 松岡錠司          |
| 9                         | 第十九話          | TBS               | 12月13日          | 馬鈴薯燉肉        | 蛋糕                                                                   | 真邊克彥          | 松岡錠司          |
| 10                        | 第二十話          | MBS               | 12月15日          | 煎餃              | 烤螃蟹                                                                 | 真邊克彥          | 松岡錠司          |
| 10                        | 第二十話          | TBS               | 12月20日          | 煎餃              | 烤螃蟹                                                                 | 真邊克彥          | 松岡錠司          |
| 深夜食堂（第3季）         |                   |                   |                   |                   |                                                                        |                   |                   |
| 1                         | 第二十一話        | MBS               | 10月20日          | 炸漢堡排          | 黄油飯 其他                                                            | 荒井美早          | 松岡錠司          |
| 1                         | 第二十一話        | TBS               | 10月22日          | 炸漢堡排          | 黄油飯 其他                                                            | 荒井美早          | 松岡錠司          |
| 2                         | 第二十二話        | MBS               | 10月27日          | 五花肉蕃茄卷      |                                                                        | 小嶋健作          | 熊切和嘉          |
| 2                         | 第二十二話        | TBS               | 10月29日          | 五花肉蕃茄卷      |                                                                        | 小嶋健作          | 熊切和嘉          |
| 3                         | 第二十三話        | MBS               | 11月3日           | 里芋墨魚煮        |                                                                        | 向井康介          | 山下敦弘          |
| 3                         | 第二十三話        | TBS               | 11月5日           | 里芋墨魚煮        |                                                                        | 向井康介          | 山下敦弘          |
| 4                         | 第二十四話        | MBS               | 11月10日          | 紅薑天婦羅        | 冷豆腐、毛豆、炸茄子、章魚燒、串炸                                     | 真邊克彦          | 松岡錠司          |
| 4                         | 第二十四話        | TBS               | 11月12日          | 紅薑天婦羅        | 冷豆腐、毛豆、炸茄子、章魚燒、串炸                                     | 真邊克彦          | 松岡錠司          |
| 5                         | 第二十五話        | MBS               | 11月17日          | 春雨沙拉          | 特製兒童套餐 其他                                                      | 小嶋健作          | 野本史生          |
| 5                         | 第二十五話        | TBS               | 11月19日          | 春雨沙拉          | 特製兒童套餐 其他                                                      | 小嶋健作          | 野本史生          |
| 6                         | 第二十六話        | MBS               | 11月24日          | 高麗菜捲          | 烤秋刀魚、烤鱈子 其他                                                  | 向井康介          | 松岡錠司          |
| 6                         | 第二十六話        | TBS               | 11月26日          | 高麗菜捲          | 烤秋刀魚、烤鱈子 其他                                                  | 向井康介          | 松岡錠司          |
| 7                         | 第二十七話        | MBS               | 12月1日           | 蜆味噌湯          | 紅葉饅頭                                                               | 向井康介          | 松岡錠司          |
| 7                         | 第二十七話        | TBS               | 12月3日           | 蜆味噌湯          | 紅葉饅頭                                                               | 向井康介          | 松岡錠司          |
| 8                         | 第二十八話        | MBS               | 12月8日           | 辣炒牛蒡絲        |                                                                        | 真邊克彦          | 山下敦弘          |
| 8                         | 第二十八話        | TBS               | 12月10日          | 辣炒牛蒡絲        |                                                                        | 真邊克彦          | 山下敦弘          |
| 9                         | 第二十九話        | MBS               | 12月8日           | 韭菜炒豬肝        |                                                                        | 真邊克彦          | 松岡錠司          |
| 9                         | 第二十九話        | TBS               | 12月17日          | 韭菜炒豬肝        |                                                                        | 真邊克彦          | 松岡錠司          |
| 10                        | 第三十話          | MBS               | 12月22日          | 年越蕎麥麵        |                                                                        | 真邊克彦          | 松岡錠司          |
| 10                        | 第三十話          | TBS               | 12月24日          | 年越蕎麥麵        |                                                                        | 真邊克彦          | 松岡錠司          |
| 深夜食堂（第4季）東京故事 |                   |                   |                   |                   |                                                                        |                   |                   |
| 1                         | 第三十一話        | NETFLIX           | 10月21日          | 湯麵              | 大份豬肉味噌湯套餐                                                     | 真邊克彥          | 松岡錠司          |
| 2                         | 第三十二話        | NETFLIX           | 10月21日          |                   | 鬆餅、海苔炸竹輪                                                       | 向井康介          | 山下敦弘          |
| 3                         | 第三十三話        | NETFLIX           | 10月21日          |                   |                                                                        | 小嶋健作          | 山下敦弘          |
| 4                         | 第三十四話        | NETFLIX           | 10月21日          | 蛋包飯            | 茄子泡菜                                                               | 大島麻理菜        | 松岡錠司          |
| 5                         | 第三十五話        | NETFLIX           | 10月21日          | 玉子豆腐          | 玉子豆腐盖浇饭、布丁                                                   | 真邊克彥          | 大森立嗣          |
| 6                         | 第三十六話        | NETFLIX           | 10月21日          |                   | 富山黑汽水、寒天、猪肝炒韭菜                                           | 小嶋健作          | 松岡錠司          |
| 7                         | 第三十七話        | NETFLIX           | 10月21日          |                   | 特制肉拼盘                                                             | 祢寝彩木          | 小林聖太郎        |
| 8                         | 第三十八話        | NETFLIX           | 10月21日          |                   |                                                                        | 黑澤久子          | 野本史生          |
| 9                         | 第三十九話        | NETFLIX           | 10月21日          |                   | 哈密瓜                                                                 | 武隈風人          | 吉田康弘          |
| 10                        | 第四十話          | NETFLIX           | 10月21日          | 年越蕎麥麵        | 寿司、西瓜、雜煮                                                       | 向井康介          | 松岡錠司          |

### 電視節目的變遷
| 日本 每日放送 星期五深夜劇場        | 日本 每日放送 星期五深夜劇場                  | 日本 每日放送 星期五深夜劇場                                        |
| ----------------------------------- | --------------------------------------------- | ------------------------------------------------------------------- |
|                                     | 深夜食堂 （2009.10.09 - 2009.12.11）          |                                                                     |
| 帝王 （2009.07.10 - 2009.09.11）    | 新撰組PEACE MAKER （2010.01.15 - 2010.03.19） |                                                                     |
| 日本 每日放送 星期四深夜連續劇      |                                               |                                                                     |
| 四重奏 （2011.01.20 - 2011.03.24）  | 深夜食堂2 （2011.10.13 - 2011.12.15）         | 家族八景 Nanase,Telepathy Girl's Ballad （2012.01.19 - 2012.03.22） |
| 日本 每日放送 MBS 星期日深夜連續劇  |                                               |                                                                     |
| Again！！ （2014.7.20 - 2014.9.21） | 深夜食堂3 （2014.10.19 - 2014.12.21）         | 約飯 （2015.1.25 - 2015.3.15）                                      |

## 衍生影視
- 《深夜食堂 (韓國電視劇)》，2015年電視劇。
- 《深夜食堂 (亞洲華語版)》，2016年電視劇。
- 《深夜食堂 (2019年电影)》，2019年华语电影。

## 外部連結
- 小學館 深夜食堂網站 （日語）
- 深夜食堂 官方網站 （页面存档备份，存于）（日語）
- 深夜食堂 （页面存档备份，存于） - MBS的電視劇網站（日語）
- 深夜食堂 電影版官網（日語）
- 公共電視 深夜食堂官方網站 （页面存档备份，存于）（繁體中文）
- 無綫電視 深夜食堂 第1季官方網站 （页面存档备份，存于）（繁體中文）
- 無綫電視 深夜食堂 第2季官方網站 （页面存档备份，存于）（繁體中文）
- 新經典文化 深夜食堂網站（繁體中文）
- 土豆网上的《深夜食堂第一季 （页面存档备份，存于）》 （简体中文）
- 土豆网上的《深夜食堂第二季 （页面存档备份，存于）》 （简体中文）
- 土豆网上的《深夜食堂第三季 （页面存档备份，存于）》 （简体中文）
- 【深夜食堂】中文預告 （页面存档备份，存于） （繁體中文）
- 【深夜食堂 電影版2】中文預告 （页面存档备份，存于） （繁體中文）
- Netflix 深夜食堂正式預告 （页面存档备份，存于） （繁體中文）